# 우크라이나 U-23 축구 국가대표팀
우크라이나 U-23 축구 국가대표팀(우크라이나어: Юнацька збірна України з футболу (U-23))은 우크라이나를 대표하는 23세 이하의 축구 국가대표팀으로, 올림픽을 준비하는 대표팀이다.